# Bud Yorkin
Alan David "Bud" Yorkin (22 tháng 2 năm 1926 – 18 tháng 8 năm 2015) là một nhà sản xuất, đạo diễn, nhà biên kịch và diễn viên phim điện ảnh và truyền hình người Mỹ. Sinh ra tại Washington, Pennsylvania, Yorkin có bằng kỹ sư từ trường Carnegie Tech, nay là Đại học Carnegie Mellon ở Pittsburgh. Một số tác phẩm đáng chú ý của ông bao gồm Start the Revolution Without Me (1970) và Blade Runner (1982).

## Tiểu sử
Yorkin sinh ra với tên đầy đủ là Alan David Yorkin vào ngày 22 tháng 2 năm 1926 tại Washington, Pennsylvania. Năm 16 tuổi, anh gia nhập Hải quân Hoa Kỳ và phục vụ trong Chiến tranh thế giới thứ hai. Yorkin có bằng kỹ sư từ trường Carnegie Tech, nay là Đại học Carnegie Mellon ở Pittsburgh.

## Sự nghiệp
Năm 1954, Yorkin trở thành nhà sản xuất cho chương trình The Tony Martin Show của NBC – một chương trình tạp kỹ có thời lượng 15 phút phát trước bản tin hàng đêm vào tối thứ Hai. Năm 1955, ông sản xuất và đạo diễn bộ phim hài quân sự trực tiếp dài 11 tập mang tựa đề The Soldiers, với sự tham gia diễn xuất của Hal March, Tom D'Andrea và John Dehner. Năm 1956, ông trở thành nhà sản xuất và đạo diễn của chương trình hài kịch/tạp kỹ The Ford Show của NBC, chương trình này do Tennessee Ernie Ford đạo diễn. Năm 1958, Yorkin cùng với cây viết/nhà sản xuất Norman Lear thành lập Tandem Productions, công ty chuyên hợp tác sản xuất một số phim điện ảnh và chương trình truyền hình đặc biệt trong những năm 1960 đến 1971 với các hãng phim lớn như United Artists và Warner Bros. Yorkin đạo diễn và sản xuất chương trình truyền hình đặc biệt năm 1958 mang tên An Evening with Fred Astaire, và tập truyền hình này đem về 9 giải Emmy. Sau đó ông tham gia sản xuất nhiều bộ phim sitcom ăn khách của thập niên 1970, bao gồm All in the Family, Maude, Good Times và Sanford and Son.
Sau khi tách ra khỏi Lear, Yorkin tiếp tục thành lập Bud Yorkin Productions. Bộ phim sitcom đầu tiên của ông sau khi tách ra là bộ phim sitcom ăn theo Sanford and Son lấy tựa đề Grady – tác phẩm này không gặt hái được nhiều thành công. Năm 1976, ông thành lập TOY Productions cùng với Saul Turteltaub và Bernie Orenstein (nhà sản xuất của Sanford và Son từ năm 1974 đến năm 1977) và hai bản thành công lớn nhất của họ là What's Happening!! và Carter Country. TOY Productions sau đó được Columbia Pictures Television mua lại vào năm 1979. Năm 1963, Yorkin đạo diễn Come Blow Your Horn, với sự tham gia diễn xuất của Frank Sinatra và Lee J. Cobb. Yorkin tiếp tục đạo diễn và sản xuất bộ phim Start the Revolution Without Me với hai diễn viên chính Gene Wilder và Donald Sutherland vào năm 1970 đã trở thành một tác phẩm kinh điển đình đám. Ông cũng đạo diễn bộ phim Twice in a Lifetime năm 1985, với sự tham gia diễn xuất của Gene Hackman. Năm 1999, ông và Lear được trao Giải Lucy cho Phụ nữ trong điện ảnh để ghi nhận sự xuất sắc và đổi mới trong các tác phẩm sáng tạo nhằm nâng cao nhận thức của phụ nữ thông qua phương tiện truyền hình. Năm 2002, Yorkin được giới thiệu vào Đại sảnh Danh vọng Truyền hình.

## Đời tư
Yorkin qua đời vào ngày 18 tháng 8 năm 2015, thọ 89 tuổi. Ông đã kết hôn với nữ diễn viên Cynthia Sikes Yorkin. Ông là cha của cây viết kiêm nhà sản xuất truyền hình Nicole Yorkin từ cuộc hôn nhân đầu tiên kéo dài ba mươi năm của ông với Peg Yorkin, đồng sáng lập và chủ tịch của Feminist Majority Foundation. Ông là thành viên của Chùa Wilshire Boulevard.

## Danh sách phim

### Đạo diễn
- Come Blow Your Horn (1963)
- Never Too Late (1965)
- Divorce American Style (1967)
- Inspector Clouseau (1968)
- Start the Revolution Without Me (1970)[10]
- The Thief Who Came to Dinner (1973)
- Twice in a Lifetime (1985)
- Arthur 2: On the Rocks (1988)
- Love Hurts (1990)

### Sản xuất
- Cold Turkey (giám đốc sản xuất) (1971)
- Blade Runner (giám đốc sản xuất) (1982)
- Deal of the Century (1983)
- Intersection (1994)
- Tội phạm nhân bản 2049 (2017)